# Mica van Gogh
Mica van Gogh è un singolo del rapper italiano Caparezza, pubblicato il 27 febbraio 2015 come quinto estratto dal sesto album in studio Museica.

## Descrizione
Terza traccia di Museica, Mica van Gogh è definita come la "primogenita" dell'album: l'artista infatti di un viaggio ad Amsterdam ammette che «tra le prostitute e la marijuana ho scelto van Gogh» e si è appassionato alle sue opere e ai suoi scritti. Da qui l'idea di scrivere un album ispirato a delle opere d'arte.
Il brano fa un confronto diretto tra le abitudini del pittore van Gogh e quelle di un italiano medio, giungendo alla conclusione che, anche se molti definiscono l'artista olandese un "pazzo", spesso siamo noi stessi più pazzi di lui, sotto certi aspetti.

## Video musicale
Il videoclip, diretto da Claudio Daloiso e Albert D'Andrea, è stato pubblicato il 26 febbraio 2015 attraverso il canale YouTube del rapper. Il video mostra riprese di Caparezza che canta il brano dal vivo alternate ad altre che mostrano la vita di van Gogh descritta dal rapper.

## Formazione
- Caparezza – voce, arrangiamenti
- Alfredo Ferrero – chitarra, arrangiamenti
- Giovanni Astorino – basso, violoncello
- Gaetano Camporeale – tastiera, arrangiamenti
- Emanuele Petruzzella – pianoforte
- Rino Corrieri – batteria
- Pantaleo Gadaleta, Serena Soccoia – violini
- Francesco Capuano – viola
- Giuliano Teofrasto – tromba
- Angelantonio De Pinto – trombone
- Luigi Tridente – sassofono
- Giuseppe Smaldino – corno, bassotuba
- Floriana Casiero, Rossella Antonacci, Luigi Nardiello, Antonio Minervini, Simone Martorana, Valeria Quarto, Nicola Quarto – cori